# Kirta
Kirta is een legendarische Hurritische koning. Hij geldt als de stichter van de dynastie van Mitanni, maar hiervan is geen enkele inscriptie uit die tijd bekend. Hij leefde waarschijnlijk ca. 1500 v.Chr.